# Виноградов, Николай Петрович (историк)
Никола́й Петро́вич Виногра́дов (1872 или 1873, Можайский уезд, Московская губерния, Российская империя — не ранее 1928) — диакон Русской православной церкви, краевед-москвовед и церковный историк.

## Биография
Родился в 1872 или 1873 году в Можайском уезде Московской губернии в семье священника. Окончил Звенигородское духовное училище (1886) и Вифанскую духовную семинарию (1892).
С начала 1900-х годов начал публиковать работы по истории храмов Можайска. Одновременно с этим в «Трудах Комиссии по осмотру и изучению памятников церковной старины г. Москвы и Московской епархии», а также в «Московских церковных ведомостях» выходит ряд исторических очерков Виноградова с описанием столичных церквей.
После переезда в Москву — диакон церкви Успения Пресвятой Богородицы в Печатниках. Занимал должность секретаря церковно-археологического отдела Общества любителей духовного просвещения, а в июне 1917 года стал его председателем. Также в 1917—1921 годах был секретарём церковного отдела Комиссии по делам музеев и охраны памятников искусства и старины при Моссовете.
В марте — апреле 1922 года был арестован в рамках дела об изъятии церковных ценностей по обвинению в сокрытии икон и крестов от специальной комиссии и заключён в Таганскую тюрьму. Впоследствии был освобождён за недоказанностью преступления.
С 1924 года — член общества «Старая Москва», на заседаниях которого выступил с двадцатью докладами, посвящёнными истории московских храмов, урочищ, известным жителям столицы и москвоведам. В апреле 1928 года инициировал создание в структуре общества Комиссии по составлению Словаря московских краеведов, к 4 октября представил аннотированный список краеведов на букву «А», однако в связи с ликвидацией общества словарь так и не был воплощён в жизнь.
Данных о жизни и деятельности Виноградова после 1928 года нет.

## Основные труды
- О московской Знаменской, что на Знаменке, церкви (Историческая заметка) // Московские церковные ведомости : еженедельная газета. — 1900. — 26 ноября (№ 48). — С. 591—592.
- Исторические сведения о церкви Успения Пресвятой Богородицы, что в Печатниках, в Москве. — М.: Типо-литография И. Ефимова, 1902. — 24 с.
- Церковь Знамения Пресвятой Богородицы, что на Знаменке, в Москве. — М.: Комиссия по осмотру и изучению памятников церковной старины г. Москвы и Московской епархии, 1904. — 5 с.
- Церковь Святителя Николая, именуемая Стрелецкой, что у Боровицких ворот, в Москве. — М.: Комиссия по осмотру и изучению памятников церковной старины г. Москвы и Московской епархии, 1906. — 69 с.
- Церковь святителя Алексия, Митрополита Московского, что на Глинищах, в Москве. — М.: [б. и.], 1908. — 57 с.
- Церковь святых мучеников Флора и Лавра, что у Мясницких ворот, в Москве. — М.: М. И. Мишин, 1907. — 47 с.
- К юбилею 1812 года (Материалы для истории церквей, причтов и приходов Московской епархии в эпоху Отечественной войны 1812 г.) // Московские церковные ведомости : еженедельное издание. — 1911.
  - Ч. 1. — 2 апреля (№ 14). — С. 345—346.
  - Ч. 2. — 25 июня (№ 26—27). — С. 566—570.
- Епископы Можайские, викарии Московские (К 50-летию учреждения в Московской митрополии кафедры епископов Можайских) // Московские церковные ведомости : еженедельное издание. — 1913. — 26 января (№ 4). — С. 82—85.
- Диакон Н. П. Виноградов. Вознесенская Давидова пустынь Серпуховского уезда, Московской губернии : Крат. ист. очерк : К 400-летию ее существования (1515-1915 гг.). — М.: Рус. печ. Б. В. Назаревского, 1915. — 104 с.

### Комментарии
1. ↑  В «Московской энциклопедии» также указан как священник[2].
2. ↑  Предположительно, в самом Можайске[3].